# Barahathwa
Barahathawa (Nepali बरहथवा) ist eine Stadt (Munizipalität) im östlichen Terai Nepals im Distrikt Sarlahi.
Barahathawa liegt 7 km östlich des Bagmati-Flusses.
Barahathawa erhielt im September 2015 die Stadtrechte. Zu diesem Anlass wurden die benachbarten Village Development Committees Hajariya, Laukath und Murtiya eingemeindet.
Das Stadtgebiet umfasst 71,4 km².

## Einwohner
Bei der Volkszählung 2011 hatten die VDCs, aus denen die Stadt Barahathawa entstand, 50.424 Einwohner.